# 第56摩托化旅 (烏克蘭)
第 56 摩托化旅是烏克蘭陸軍的一支部隊，於2015年2月23日在第聶伯羅彼得羅夫斯克州的第聶伯羅市組建，負責指揮三支志願軍領土防衛營。 該旅參加了俄烏戰爭並擔任摩托化旅。 2019 年6月，部隊宣布第56摩托化旅將轉入烏克蘭海軍步兵，並繼續駐紮在馬里烏波爾，以達成將烏克蘭海軍陸戰隊擴編至4個旅的目標。

## 部隊結構
截至2017年，該旅的結構如下：
- 第 56 摩托化旅，馬里烏波爾
  - 本部連
  - 第 21 摩托化步兵營“薩馬提亞”
  - 第 23 摩托化步兵營“霍爾蒂察島”
  - 第 37 摩托化步兵營
  - 旅砲兵群
    - 目標偵測連
    - 榴彈砲兵營（D-20）
    - 反坦克砲兵營（T-12）

  - 防空導彈砲兵營
  - 偵察連
  - 坦克連
  - 工程連
  - 維修連
  - 運輸連
  - 信號連
  - 醫療連
  - 狙擊排